# باربارا نیکولز
 باربارا نیکولز (انگلیسی: Barbara Nichols؛ ۱۰ دسامبر ۱۹۲۸ – ۵ اکتبر ۱۹۷۶) یک هنرپیشه اهل ایالات متحده آمریکا بود.
از فیلم‌هایی که وی در آن‌ها نقش داشته است، می‌توان به عزیز و چارلی و فرشته اشاره نمود.